# The Cowboy Musketeer
The Cowboy Musketeer er en amerikansk stumfilm fra 1925 instrueret af Robert De Lacey.

## Medvirkende
- Tom Tyler som Tom Latigo
- Frankie Darro som Billy Gordon
- Frances Dare som Leila Gordon
- David Dunbar som Tony Vaquerrelli
- Tom London som Joe Dokes